# Міміношвілі Велоді Карпезович
Велоді Карпезович Міміношвілі (13 лютого 1942, Абаша — 27 жовтня 2023) — радянський футбольний суддя, суддя всесоюзної категорії (4 грудня 1980) та міжнародної категорії (1983).

## Біографія
Судив з 1969 по 1990 рік, працював на матчах Вищої ліги чемпіонату СРСР та нижчих ліг. Чотири рази входив до списків найкращих суддів сезону: 1981, 1983, 1985, 1986 роки. Відзначений пам'ятною срібною медаллю за суддівство понад 80 матчів у чемпіонатах СРСР.
З найбільш відомих ігор виділявся матч 7 серпня 1984 між ленінградським «Зенітом» і московським «Спартаком»: Міміношвілі призначив два штрафні, з яких відзначився Юрій Желудков і які не відбив Ринат Дасаєв. У вересні 1985 року в матчі московського «Торпедо» та «Жальгіріса» Міміношвілі покарав торпедівців вільним ударом з меж штрафної площі за те, що їхній капітан Віктор Круглов командував партнерами й нецензурно висловлювався. Також судив перший матч Кубка сезону 1985 року (30 липня) між «Зенітом» та московським «Динамо».
Міміношвілі також судив міжнародні матчі: чотири матчі Кубка УЄФА, один матч Кубка кубків і один матч Кубка європейських чемпіонів, а також шість матчів збірних. У його активі й матч збірних Грузинської та Литовської РСР 27 травня 1990 року — перший офіційний матч у реєстрі збірної Грузії (2:2). Працював на меморіалі Гранаткіна в 1984.
Дочка — Ніно.
Помер 27 жовтня 2023 року.